# كونراد شتاين
كونراد شتاين (بالألمانية: Conrad Stein)‏ هو مصارع هاوي ألماني، ولد في 26 مارس 1892 في أشافنبورغ في ألمانيا، وتوفي في 15 نوفمبر 1960.

## وصلات خارجية
- كونراد شتاين على موقع أوليمبيديا (الإنجليزية)